# 貞操問答 (映画)
貞操問答（ていそうもんどう）は、菊池寛の小説『貞操問答』を原作とした1935年公開の映画。製作は入江ぷろだくしょん、配給は新興キネマ。都会の巻と高原の巻がある。

## キャスト
- 南條新子…入江たか子
- 銀行家・前川準之助…鈴木伝明
- 新子の姉・圭子…伏見直江
- 新子の妹・美和子…山県直代
- 準之助の妻・綾子…岡田静江
- 準之助の息子・小太郎…葉山正雄
- 美沢…立松晃
- 新子の母…園千枝子
- 小池…清水将夫
- 木賀…汐見洋

## スタッフ
- 監督：鈴木重吉
- 脚本：畑本秋一
- 原作：菊池寛
- 撮影：三浦光男

## 主題歌
- 「白い椿の唄」（歌：楠木繁夫、作詞：佐藤惣之助、作曲：古賀政男）テイチクレコードから発売。